# Слоновая терраса
Слоновая терраса (кхмер. ព្រះ លានជល់ដំរី) — находится в Ангкор-Тхоме на Королевской площади.

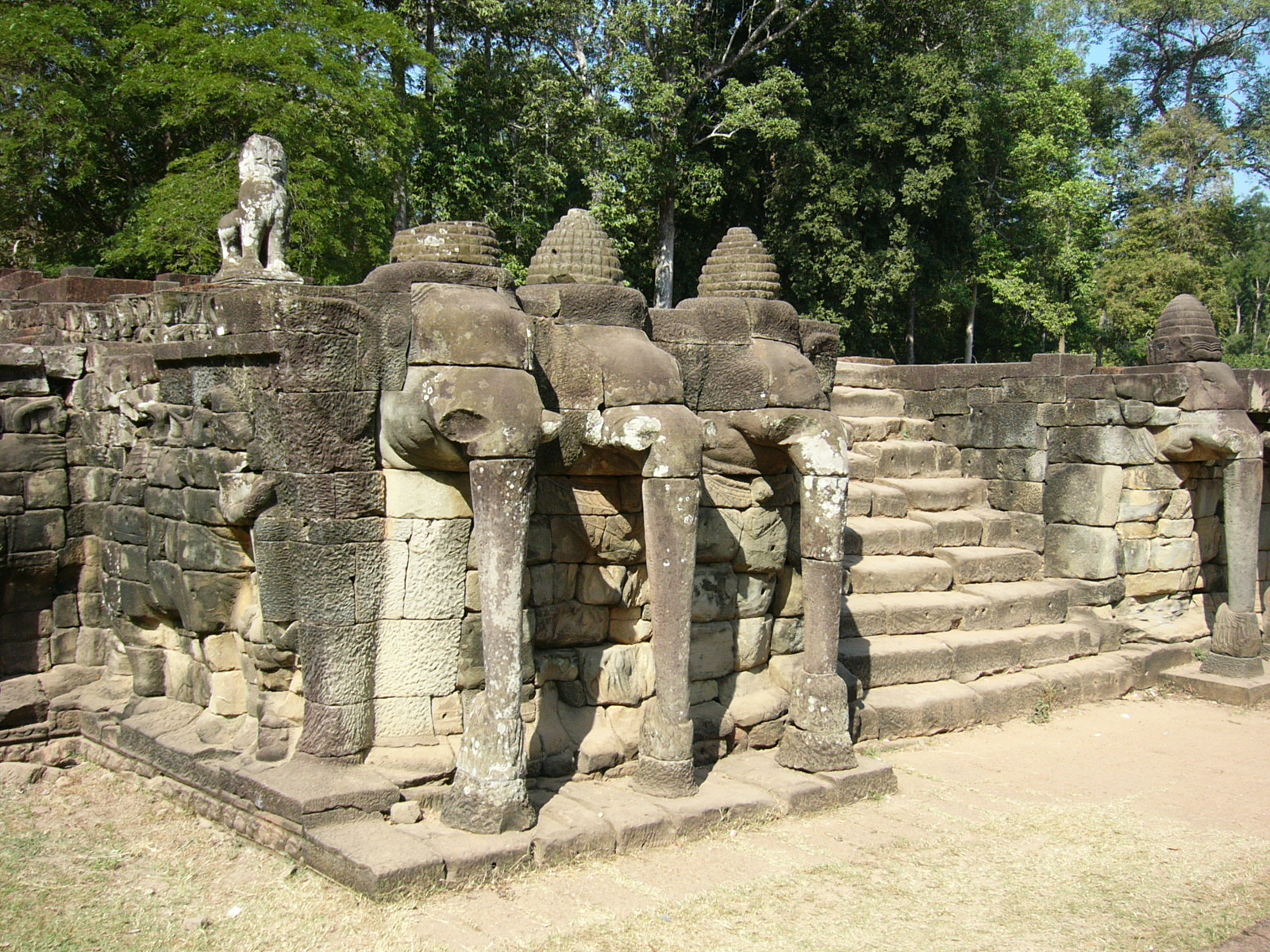

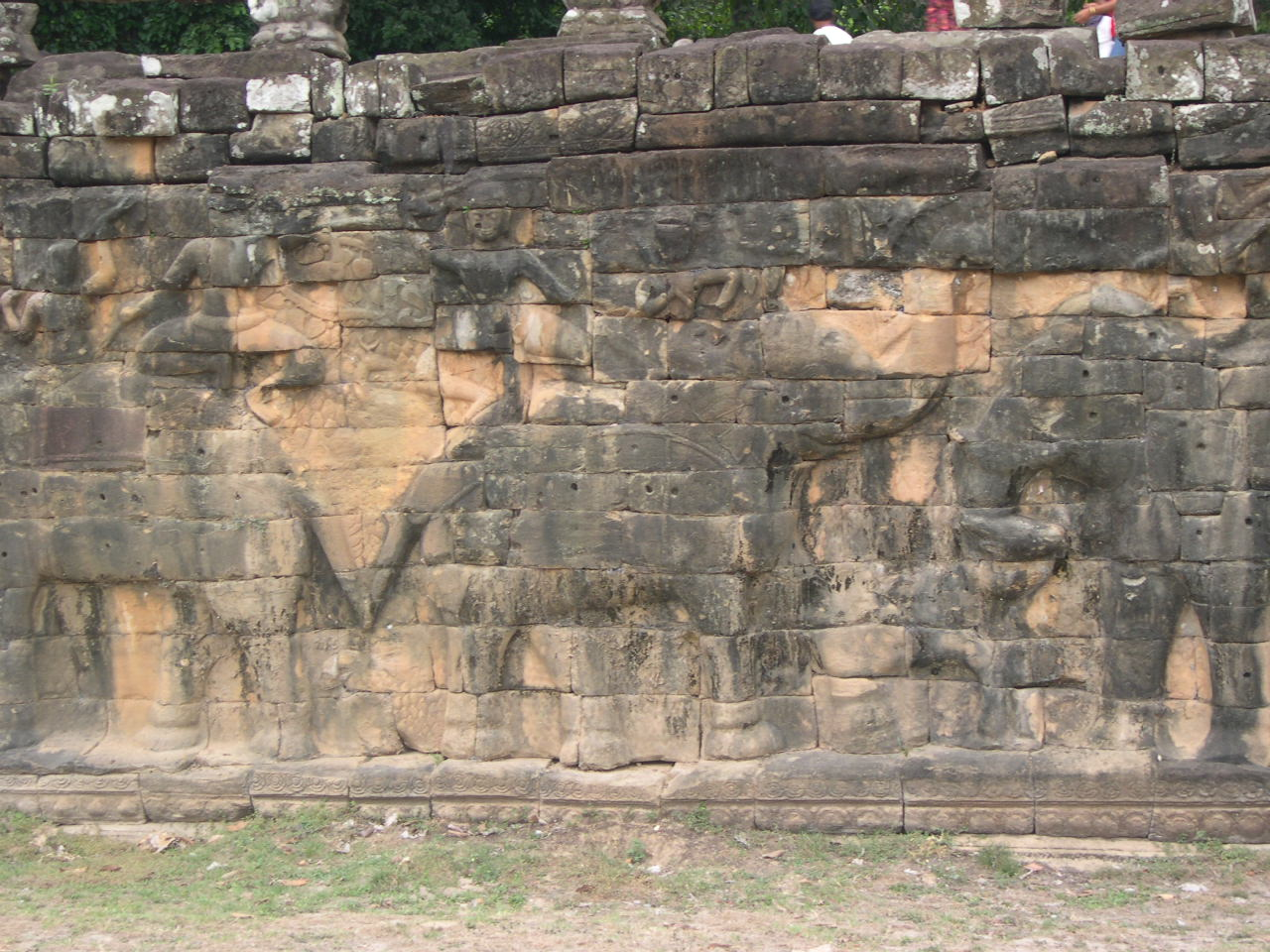

Протяжённость цоколя составляет примерно около 300 метров. Терраса — плод постоянных перестроек, кое-где встречаются древние фрагменты (например, пятиголовый конь). Терраса украшена реалистичными изображениями слонов, по краям терраса украшена нагами, на которых упирается один из цоколей, украшенный изображениями хамсов — лебедей или гусей, на которых ездил Брахма.

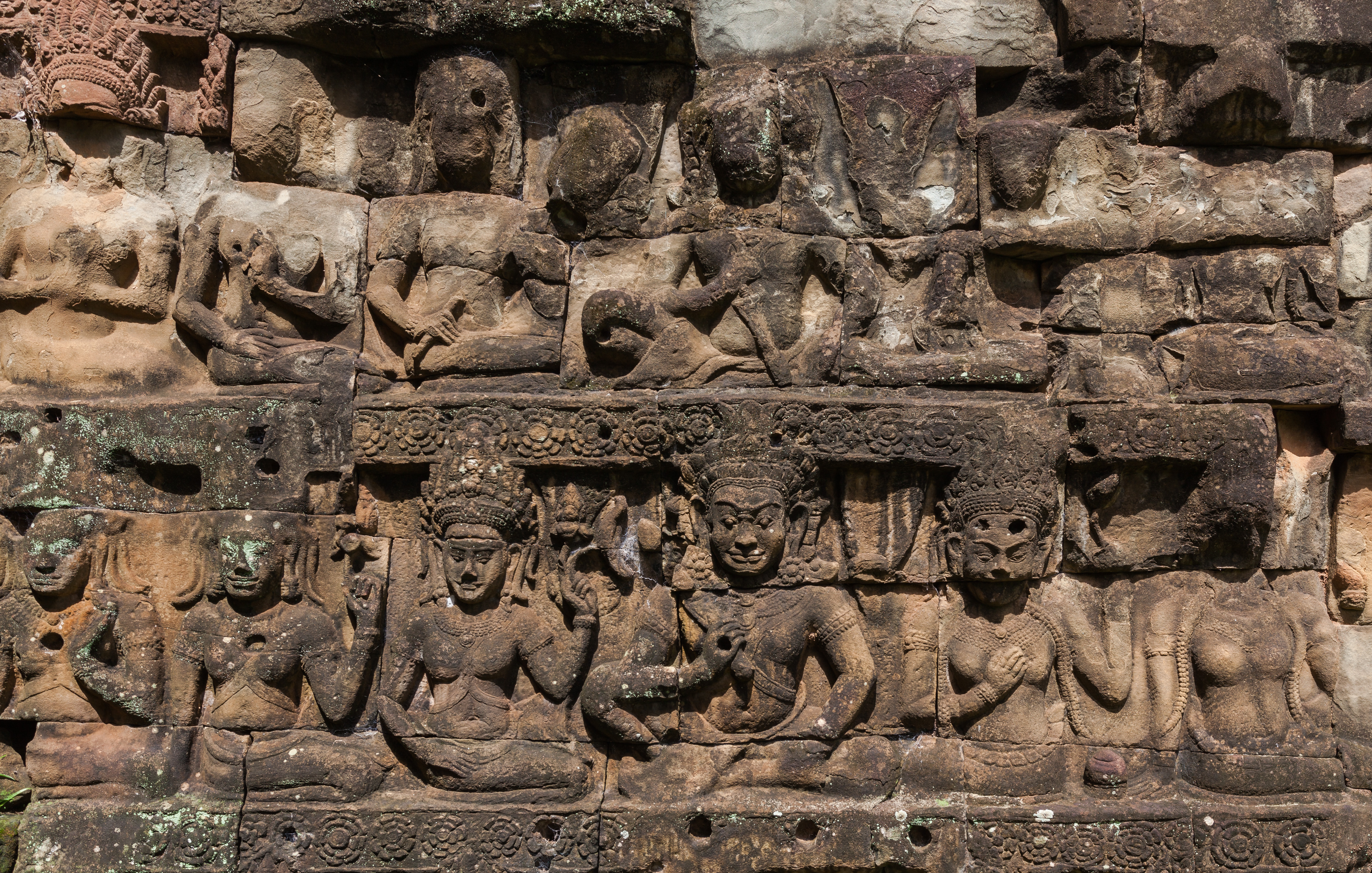
Барельеф на Террасе Слонов